# Камподино (Терамо)
Камподино (итал. Campodino) је насеље у Италији у округу Терамо, региону Абруцо.
Према процени из 2011. у насељу је живело 57 становника. Насеље се налази на надморској висини од 178 м.